# Трефель, Шарль
Шарль Трефель (фр. Charles Treffel) — французский ватерполист, бронзовый призёр летних Олимпийских игр 1900.
На Играх Трефель входил в состав второй французской команды. Сначала она обыграла немецкую команду в четвертьфинале, но потом, в полуфинале, её обыграла британская сборная. Матч за третье место не проходил, и поэтому Трефель сразу получил бронзовую медаль. Кроме того, он выступал ещё за третью сборную Франции, однако она проиграла в четвертьфинале Бельгии.